# Vlaamse verkiezingen 2009/Kandidatenlijsten/sp.a
Dit zijn de kandidatenlijsten van de sp.a voor de Vlaamse verkiezingen van 2009. De verkozenen staan vetgedrukt.

## Antwerpen

### Effectieven
1. Caroline Gennez
2. Patrick Janssens
3. Kathleen Deckx
4. Güler Turan
5. Ali Salmi
6. Jef Michielsen
7. Koen T'Sijen
8. Marc De Laet
9. Kristien Vingerhoets
10. Fatika Azzaoui
11. Erik De Bruyn
12. Kelly Van Tendeloo
13. Dimitri Gevers
14. Kurt Vermeiren
15. Helmut Jaspers
16. Sylvie Bracqué
17. Youssef Slassi
18. Harry Smeulders
19. Sofie Van Tendeloo
20. An Verkerk
21. Bart Lion
22. Anita Olyslaegers
23. Jan Bertels
24. Tatjana Scheck
25. Fatma Akbas
26. Seppe De Blust
27. Greet Van Gool
28. Guy Lauwers
29. Leen Verbist
30. Jo Vermeulen
31. Monica De Coninck
32. Robert Voorhamme
33. Kathleen Van Brempt

### Opvolgers
1. Bart Martens
2. Inga Verhaert
3. Steve D'Hulster
4. Ellen Reulens
5. Bert Delanoeije
6. Chris Anseeuw
7. Rik Röttger
8. Cris Rutten
9. Frank Sels
10. Roby Legendre
11. Ann Peeters
12. An Verlinden
13. Gilberte Rieke
14. David Geerts
15. Maya Detiège
16. Jan Peeters

## Brussels Hoofdstedelijk Gewest

### Effectieven
1. Yamila Idrissi
2. Bram Boriau
3. Bernadette Vriamont
4. Francis Vanhemelrijck
5. Els Witte
6. Fouad Ahidar

### Opvolgers
1. Hannes De Geest
2. Isolde Boutsen
3. Rik Baeten
4. Kristel Augustijnen
5. Connie Yip
6. Pascal Smet

## Limburg

### Effectieven
1. Peter Vanvelthoven
2. Els Robeyns
3. Chokri Mahassine
4. Rob Beenders
5. Jean-Claude Van Rode
6. Els Sneijers
7. Gerard Stassen
8. Guy Swennen
9. Elke Blokken
10. Myriam Giebens
11. Jean-Paul Peuskens
12. Gilbert Lambrechts
13. Eefje Van Wortswinkel
14. Kathleen Eykelberg
15. Meryame Kitir
16. Hilde Claes

### Opvolgers
1. Ludo Sannen
2. Joke Quintens
3. Ahmet Koc
4. Joris Vandenbroucke
5. Magda Raemaekers
6. Charly Moyaerts
7. Fons Verwimp
8. Christel De Cuyper
9. Kelly Linsen
10. Valerie Plessers
11. Bernadette Verslegers
12. Angelo Bruno
13. Sole Garcia-Feijoo
14. Sandra Vansimpsen
15. Sylvain Sleypen
16. Herman Reynders

## Oost-Vlaanderen

### Effectieven
1. Freya Van Den Bossche
2. Kurt De Loor
3. Fatma Pehlivan
4. Ann Van De Steen
5. Wouter Van Bellingen
6. Mike Nachtegael
7. Pol Kerckhove
8. Greet De Troyer
9. Bruno Matthys
10. Issam Benali
11. Dominique Buysse
12. Trudy Ernste
13. Freija Dhondt
14. Marjon Thienpondt
15. Johan Van Hove
16. Yves De Smet
17. Christophe Creve
18. Patricia De Meyer
19. Jeroen Van Goethem
20. Joke Renneboog
21. Tina Van Havere
22. Anja Vanrobaeys
23. Hedwin De Clercq
24. Rudy Van Cronenburg
25. Annelies Storms
26. Bruno Tuybens
27. Daniël Termont

### Opvolgers
1. Bart Van Malderen
2. Karin Temmerman
3. Jan Roegiers
4. Sam Van De Putte
5. Bert Bauwelinck
6. Liesbet Van Eeckhaut
7. Rachid Zaimi
8. Katie Coppens
9. Latifah Benlamchich
10. Sigyn Van De Velde
11. Nancy Vercammen
12. Maarten Blondeel
13. Alice De Wilde
14. Bertrand Vrijens
15. Nadine De Schutter
16. Dirk Van Der Maelen

## Vlaams-Brabant

### Effectieven
1. Frank Vandenbroucke
2. Mia De Vits
3. Marcel Logist
4. Flor Koninckx
5. Stijn Bex
6. Katia Segers
7. Denise Vandevoort
8. Geert Schellens
9. Fatima Lamarti
10. Marc Cornelis
11. Yvette Luypaert
12. Karin Devis
13. Claudia Urbina Padin
14. Elke Allard
15. Roger Collin
16. Liesbet Stevens
17. Gerlant van Berlaer
18. Tony Stevaert
19. Roel Anciaux

### Opvolgers
1. Else De Wachter
2. Tom Troch
3. Karen Veroeveren
4. Brenda Jacobs
5. Remi Serranne
6. Amy Gille
7. Gunther Janssens
8. Luc Coekaerts
9. Jason Valgaerts
10. Chris Blanckaert
11. Mich De Winter
12. Norah Karrouche
13. Martine Vanbever
14. Jacqueline Bormans
15. Hans Bonte
16. Bruno Tobback

## West-Vlaanderen

### Effectieven
1. John Crombez
2. Michèle Hostekint
3. Philippe De Coene
4. Ann Vanheste
5. Jurgen Content
6. Jacques Deroo
7. Youro Casier
8. Kelly Tanghe
9. Martine Devisscher
10. Annelies Vandenbussche
11. Moreen Dewolf
12. Luc Blondeel
13. Ilse Gernaey
14. Erwin Delbeke
15. Charlotte Storme
16. Tom Demunter
17. Fanny Vervaeke
18. Veerle Declercq
19. Liesbeth Desmet
20. Peter Roose
21. Gilbert Bossuyt
22. André Van Nieuwkerke

### Opvolgers
1. Jurgen Vanlerberghe
2. Rosaline Mouton
3. Alain Top
4. Christine Depoortere
5. Michel Vincke
6. Rita Desmet
7. Jonathan Devuyst
8. Sandra Platteau
9. Cindy Vanfleteren
10. Soetkin Kesteloot
11. Patrick Van Gheluwe
12. Gunter Pertry
13. Dalila Douifi
14. Myriam Vanlerberghe
15. Renaat Landuyt
16. Johan Vande Lanotte